# آلان جوبان
آلان مايكل جوبان (بالإنجليزية: Alan Michael Jouban؛ مواليد 25 نوفمبر 1982) هو مُقاتل فنون قتالية مختلطة أمريكي.

## وصلات خارجية
- آلان جوبان على موقع يو إف سي (الإنجليزية)
- آلان جوبان على موقع شيردوغ (الإنجليزية)
- آلان جوبان على موقع Tapology.com (الإنجليزية)
- آلان جوبان على موقع IMDb (الإنجليزية)
- آلان جوبان على موقع قاعدة بيانات الفيلم (الإنجليزية)